# Ernest Benn
Sir Ernest John Pickstone Benn, al 2-lea Baronet, CBE (n. 25 iunie 1875, Oxted, Anglia, Regatul Unit al Marii Britanii și Irlandei – d. 17 ianuarie 1954) a fost un editor, scriitor și publicist politic britanic. Tatăl său, John Benn, a fost un politician, care a fost făcut baronet în 1914. El a fost unchiul politicianului laburist Tony Benn.

## Biografie
Benn s-a născut în Oxted, Surrey. A învățat la Central Foundation Boys' School din Islington.
Ca funcționar public în Ministerul Munițiilor și Reconstrucției în timpul Primului Război Mondial a ajuns să creadă în beneficiile intervenției statului în economie. La mijlocul anilor 1920, cu toate acestea, el și-a schimbat opiniile și a adoptat principiile politicii economice laissez-faire.
De la convertirea sa la liberalismul clasic la mijlocul anilor 1920 și până la moartea sa în 1954 Benn a publicat peste douăzeci de cărți și o cantitate echivalentă de broșuri în care și-a propagat ideile sale. Cartea The Confessions of a Capitalist a fost publicată inițial în 1925 și încă mai era tipărită douăzeci de ani mai târziu, fiind vândute un sfert de milion de exemplare. În ea, el respingea teoria valorii-muncă și susținea că bogăția este un produs al schimbului economic.

Benn l-a admirat pe reformatorul Samuel Smiles și într-o scrisoare adresată ziarului The Times a susținut că descindea ideologic din economiștii liberali clasici:
Într-un stadiu ideal al afacerilor, nimeni nu ar vota la alegeri până când el sau ea nu a citit cele unsprezece volume ale lui Jeremy Bentham și toate lucrările lui John Stuart Mill, Herbert Spencer și Bastiat, precum și Viața lui Cobden a lui Morley.
 Benn a fost, de asemenea, membru al Reform Club și fondator a ceea ce avea să devină Society for Individual Freedom. 

## Ernest Benn Limited
Benn a fost, de asemenea, asociat principal și director al editurii Benn Brothers, denumită mai târziu Ernest Benn, Ltd.

## Citate
„Politica este arta de a căuta probleme, găsindu-le indiferent dacă există sau nu, diagnosticându-le incorect și aplicând remedii greșite.”
Acest citat este de multe ori atribuit greșit lui Groucho Marx, cu o formulare ușor diferită („Politica este arta de a căuta probleme, găsndu-le peste tot, diagnosticându-le în mod eronat și aplicând remedii nepotrivite”).

## Cărți
- The Confessions of a Capitalist (1925)
- The Return to Laisser Faire (1929)
- Debt (1938)
- The State, the Enemy (1953)
- Lucrări de sau despre Ernest Benn în biblioteci (catalog WorldCat)

## Legături externe
- Catalogue of Benn's papers, held at the Modern Records Centre, University of Warwick
- Ernest J. P. Benn la Library of Congress Authorities, cu about 40 înregistrări de catalog